# Leave Me Alone (canción de The Veronicas)
«Leave Me Alone» es una canción pop rock por Josh Alexander, Jessica Origliasso, Lisa Origliasso y Billy Steinberg, producida por Alexander y Steinberg para el álbum debut de The Veronicas The Secret Life of... lanzado el 2005.

## Lista de canciones
1. «Leave Me Alone» — 3:32
2. «4ever» (Claude Le Gache mixshow) — 5:43
3. «Everything I'm Not» (Eddie Baez mix - edit) — 4:29

## Posicionamiento
| Listas (2006)                 | Posición |
| ----------------------------- | -------- |
| Australian ARIA Singles Chart | 41       |